# Spaelotis fehrenbachi
Spaelotis fehrenbachi är en fjärilsart som beskrevs av Charles Boursin 1963. Spaelotis fehrenbachi ingår i släktet Spaelotis och familjen nattflyn. Inga underarter finns listade i Catalogue of Life.